# سيإيإيتشي نيجيشي
سيإيإيتشي نيجيشي (باليابانية: 根岸 誠一) (20 أبريل 1969 في توتشيغي في اليابان – )؛ هو لاعب كرة قدم سابق كان يلعب كمدافع.

## وصلات خارجية
- سيإيإيتشي نيجيشي على موقع الاتحاد الدولي (مؤرشف)  (الإنجليزية)